# Nabil Dirar
Nabil Dirar (ur. 25 lutego 1986 w Casablance) – marokański piłkarz, który występował na pozycji prawego pomocnika. Wielokrotny reprezentant Maroka posiada także obywatelstwo belgijskie. 
W swojej karierze występował min. dla takich klubów jak: AS Monaco, Fenerbahçe SK czy Club Brugge. 
Uczestnik Mistrzostw Świata w 2018 roku oraz Dwukrotny Uczestnik Pucharów Narodów Afryki w 2017 i 2019 roku. 

## Kariera klubowa
Dirar urodził się w Maroku, jednak karierę piłkarską rozpoczął w Belgii, w klubie Royale Union Saint-Gilloise. Do 2004 roku był zawodnikiem zespołu młodzieżowego, a następnie odszedł do trzecioligowego Diegem Sport. W 2006 roku przeszedł do pierwszoligowego KVC Westerlo. 30 lipca 2006 roku zadebiutował w Jupiler League w wygranym 2:1 domowym meczu z KSV Roeselare. 19 maja 2007 w meczu z KAA Gent (1:1) strzelił pierwszego gola w lidze. W Westerlo grał przez dwa sezony.
Latem 2008 roku Dirar został sprzedany za 1,8 miliona euro do Club Brugge. W zespole z Brugii zadebiutował 29 sierpnia 2008 w zwycięskim 4:1 wyjazdowym spotkaniu z AFC Tubize. W całym sezonie 2008/2009 strzelił dla Brugge 3 gole: z Cercle Brugge (3:1), z AFC Tubize (3:1) i z Excelsiorem Mouscron (4:1). Z Brugge zajął 3. miejsce w lidze.
W sezonie 2010/2011 przejął koszulkę z numerem 10 po Wesley’u Soncku i stał się filarem drużyny z 12 asystami i 3 golami.
W styczniu 2012 za 7,5 mln euro przeszedł do klubu drugiej ligi francuskiej AS Monaco, z którym podpisał 4,5 letni kontrakt. W sezonie 2016/17 rozegrał 18 meczów i strzelił jedna bramkę. Z klubem wywalczył mistrzostwo Francji. 
1 lipca 2017 roku przeszedł do tureckiego klubu Fenerbahçe SK. W przeciągu pięciu lat rozegrał 73 mecze ligowe w których strzelił 7 bramek.
W 2021 roku powrócił do swojego poprzedniego klubu Club Brugge, na zasadzie wypożyczenia.
2 września 2021 roku przeszedł do tureckiegoklubu Kasımpaşa SK, następnie do marokańskiego Chabab Mohammedia.
Swoją karierę zakończył w duńskim klubie Ishöj IF w lipcu 2023 roku
| Sezon   | Klub                      | Kraj          | Liga                         | Mecze | Bramki | Rozgrywki Europy   | Mecze | Bramki |  |
| ------- | ------------------------- | ------------- | ---------------------------- | ----- | ------ | ------------------ | ----- | ------ |  |
| 2005/06 | Diegem Sport              | Belgia        | III liga                     | 26    | 2      | –                  | –     | –      |  |
| 2006/07 | KVC Westerlo              | Belgia        | Jupiler League               | 33    | 1      | –                  | –     | –      |  |
| 2007/08 | KVC Westerlo              | Belgia        | Jupiler League               | 24    | 2      | –                  | –     | –      |  |
| 2008/09 | Club Brugge               | Belgia        | Jupiler League               | 33    | 3      | –                  | –     | –      |  |
| 2009/10 | Club Brugge               | Belgia        | Jupiler League               | 29    | 4      | –                  | –     | –      |  |
| 2010/11 | Club Brugge               | Belgia        | Jupiler League               | 33    | 3      | Liga Europy UEFA   | 5     | 0      |  |
| 2011/12 | Club Brugge               | Belgia        | Jupiler League               | 24    | 2      | Liga Europy UEFA   | 5     | 3      |  |
| 2011/12 | AS Monaco                 | Francja       | Ligue 2                      | 15    | 3      | –                  | –     | –      |  |
| 2012/13 | AS Monaco                 | Francja       | Ligue 2                      | 34    | 3      | –                  | –     | –      |  |
| 2013/14 | AS Monaco                 | Francja       | Ligue 1                      | 11    | 1      | –                  | –     | –      |  |
| 2014/15 | AS Monaco                 | Francja       | Ligue 1                      | 13    | 1      | Liga Mistrzów UEFA | 6     | 0      |  |
| 2015/16 | AS Monaco                 | Francja       | Ligue 1                      | 20    | 2      | Liga Europy UEFA   | 3     | 0      |  |
| 2016/17 | AS Monaco                 | Francja       | Ligue 1                      | 18    | 1      | Liga Mistrzów UEFA | 7     | 0      |  |
| 2017/18 | Fenerbahçe SK             | Turcja        | Süper Lig                    | 29    | 4      | –                  | –     | –      |  |
| 2018/19 | Fenerbahçe SK             | Turcja        | Süper Lig                    | 16    | 1      | –                  | –     | –      |  |
| 2019/20 | Fenerbahçe SK             | Turcja        | Süper Lig                    | 28    | 2      | –                  | –     | –      |  |
| 2020/21 | Fenerbahçe SK/Club Brugge | Turcja Belgia | Süper Lig/Jupiler Pro League | 2     | 0      | Liga Europy UEFA   | 2     | 0      |  |
| 2021/22 | Kasımpaşa SK              | Turcja        | Süper Lig                    | 6     | 0      | –                  | –     | –      |  |
| 2022/23 | Chabab Mohammédia         | Maroko        | Botola Pro Inwi              | 1     | 0      | –                  | –     | –      |  |

Stan na: 8 grudnia 2023 roku.

## Kariera reprezentacyjna
W reprezentacji Maroka Dirar zadebiutował 11 października 2008 roku w wygranym 4:1 meczu eliminacji do Mistrzostw Świata w RPA i Pucharu Narodów Afryki 2010 z Mauretanią.
W 2009 roku podczas Eliminacji do Mistrzostw Świata wystąpił dwukrotnie w meczu z reprezentacją Gabonu oraz reprezentacją Kamerunu.
W 2017 roku zadebiutował podczas Pucharu Narodów Afryki w 2017 roku. Podczas turnieju wystąpił we wszystkich czterech spotkaniach i wraz ze swoją reprezentacją doszedł do ćwierćfinału turnieju. Mecz 1/4 finału został rozegrany na Stade de Port-Gentil w Gabonie przeciwko reprezentacji Egiptu. Dirar wyszedł w podstawowym składzie i rozegrał pełny mecz, który zakończył się wynikiem 1:0 na korzyść Egiptu. Bramkę na wagę zwycięstwa strzelił Kahraba.
Podczas Eliminacji do Mistrzostw Świata CAF, rozegrał wszystkie cztery mecze, w pełnym przedziale czasowym. Trzy mecze zakończyły się zwycięstwem: spotkanie z Mali (6:0), Gabonem (3:0) oraz Wybrzeżem Kości Słoniowej (1:0) oraz jednym remisem ponownie z Mali (0:0). Tym samym Maroko awansowało na Mistrzostwa Świata 2018 roku w Rosji.
Na Mistrzostwach Świata w 2018 roku Maroko trafiło do grupy B z reprezentacjami Portugalii, Hiszpanii i Iranu. Pierwszy mecz z Iranem przesiedział na ławce rezerwowych. Spotkanie zakończyło się wynikiem 0:1 na korzyść Iranu. W drugim meczu przeciwko Portugalii rozegrał pełne 90 minut gry, które zakończyło się wynikiem 0:1 na korzyść Portugalii. Po dwóch spotkania było pewne, że Maroko straciło możliwość wyjścia z grupy. Ostatni mecz na turnieju rozgrywany był przeciwko Hiszpanii, rozegrał pełny dystans, a spotkanie zakończyło się remisem 2:2, a Maroko odpadło z turnieju.
Jego ostatnim turniejem reprezentacyjnym był Puchar Narodów Afryki w 2019 roku, rozegrał na nim cztery spotkania. Wszystkie w fazie grupowej zakończyły się zwycięstwem na korzyść Maroka między innymi spotkanie z: Nambią (1:0), Wybrzeżem Kości Słoniowej (1:0) oraz RPA (1:0). Mecz 1/8 finału rozgrywany był przeciwko reprezentacji Beninu. Dirar rozegrał 74 minuty spotkania, które początkowo po dziewięćdziesięciu minutach wynosiło 1:1, jednak po dogrywce rozstrzygnęło się po rzutach karnych na korzyść Beninu (1:4).
19 listopada 2019 roku rozegrał swój ostatni mecz w reprezentacji Maroka. Spotkanie rozgrywało się w ramach kwalifikacji do Pucharu Narodów Afryki, przeciwko Burundi. Mecz zakończył się wynikiem 3:0 na korzyść Maroka, a Nabil Dirar rozegrał w nim 33 minuty.
Łącznie rozegrał 46 meczów w barwach Maroka.

## Sukcesy

### AS Monaco
- Mistrz Francji: 2016/17
- Uczestnik Ligi Mistrzów: 2014/15, 2016/17
- Uczestnik Ligi Europejskiej: 2015/16

### Club Brugge
- Mistrz Belgii: 2020/21
- Uczestnik Ligi Europejskiej: 2009/10, 2010/11, 2011/12, 2020/21

### Reprezentacja Maroka
- Uczestnik Mistrzostw Świata: 2018
- Uczestnik Pucharu Narodów Afryki: 2017, 2019